# Lino Lakes
Lino Lakes – miasto w Stanach Zjednoczonych, w stanie Minnesota, w hrabstwie Anoka.